# Dammartin-Marpain
Dammartin-Marpain är en kommun i departementet Jura i regionen Bourgogne-Franche-Comté i östra Frankrike. Kommunen ligger i kantonen Montmirey-le-Château som tillhör arrondissementet Dole. År 2022 hade Dammartin-Marpain 343 invånare.

## Befolkningsutveckling
Antalet invånare i kommunen Dammartin-Marpain
Referens:INSEE